# Humanist Association of Ghana
Humanist Association of Ghana (HAG) (Humanistická asociace Ghany) je humanistická lidskoprávní organizace v Ghaně sdružující ateisty a agnostiky, kteří se hlásí k humanismu jako životnímu postoji, bojují za ochranu lidských práv a podporují kritické myšlení.

## Historie
Roku 2007 Leo Igwe vystoupil na semináři o humanismu na University of Cape Coast, jehož cílem bylo prozkoumat možnosti spolupráce Mezinárodní humanistické a etické unie (IHEU) s aktivisty a univerzitami v Ghaně.
| „          | V osmdesátých letech založil ghanský humanista Hope Tawiah Racionální centrum ....v době, kdy bylo jen málo lidí, kteří oceňovali racionální myšlení a jednání. Doufám, že se přihlásí více ghanských humanistů a zajistí, aby se Racionální centrum humanismu v Ghaně udrželo. | “ |
| — Leo Igwe | |   |

O pět let později, roku 2012 vznikla prostřednictvím sociálních médií síť volnomyšlenkářů. V té době na otázku „Jste věřící?“ odpovědělo 96 % občanů Ghany kladně, ateismus je v tamější kultuře tabu.

V hlavním městě Ghany Akkře se konalo první setkání členů HAG a od té doby zde skupina sídlí. Po setkání skupina přijala název „Freethought Ghana“ (Volná myšlena Ghana) jako sociální podpůrná skupina volnomyšlenkářů, ateistů a agnostiků, která začínala s 11 členy a exponenciálně se rozrostla na volnomyšlenkáře z celého světa. Z této skupiny se zrodila Humanistická asociace Ghany.

Jako Humanistická asociace Ghany byla organizace byla zaregistrována v roce 2015, pod reg. č. CG149202015.
HAG je členem Mezinárodní humanistické a etické unie - IHEU a Mezinárodní organizace humanistické a etické mládeže. HAG se hlásí k Amsterodamské deklaraci z roku 2002.

Roslyn Mouldová, bývalá prezidentka HAG (od listopadu 2015), předsedkyně International Humanist and Ethical Youth Organisation (IHEYO) African Working Group (od července 2016), se stala první Afričankou, která byla zvolena do rady Humanist International.
HAG se stala humanistickým centrem západní Afriky.
V roce 2017 měla přibližně 40 oficiálních členů křesťanského i muslimského původu.

## Cíle organizace
Organizace se snaží navázat na práci humanistického Racionálního centra, jehož zakladatel Hope Tawiah zemřel 27. září 2009.

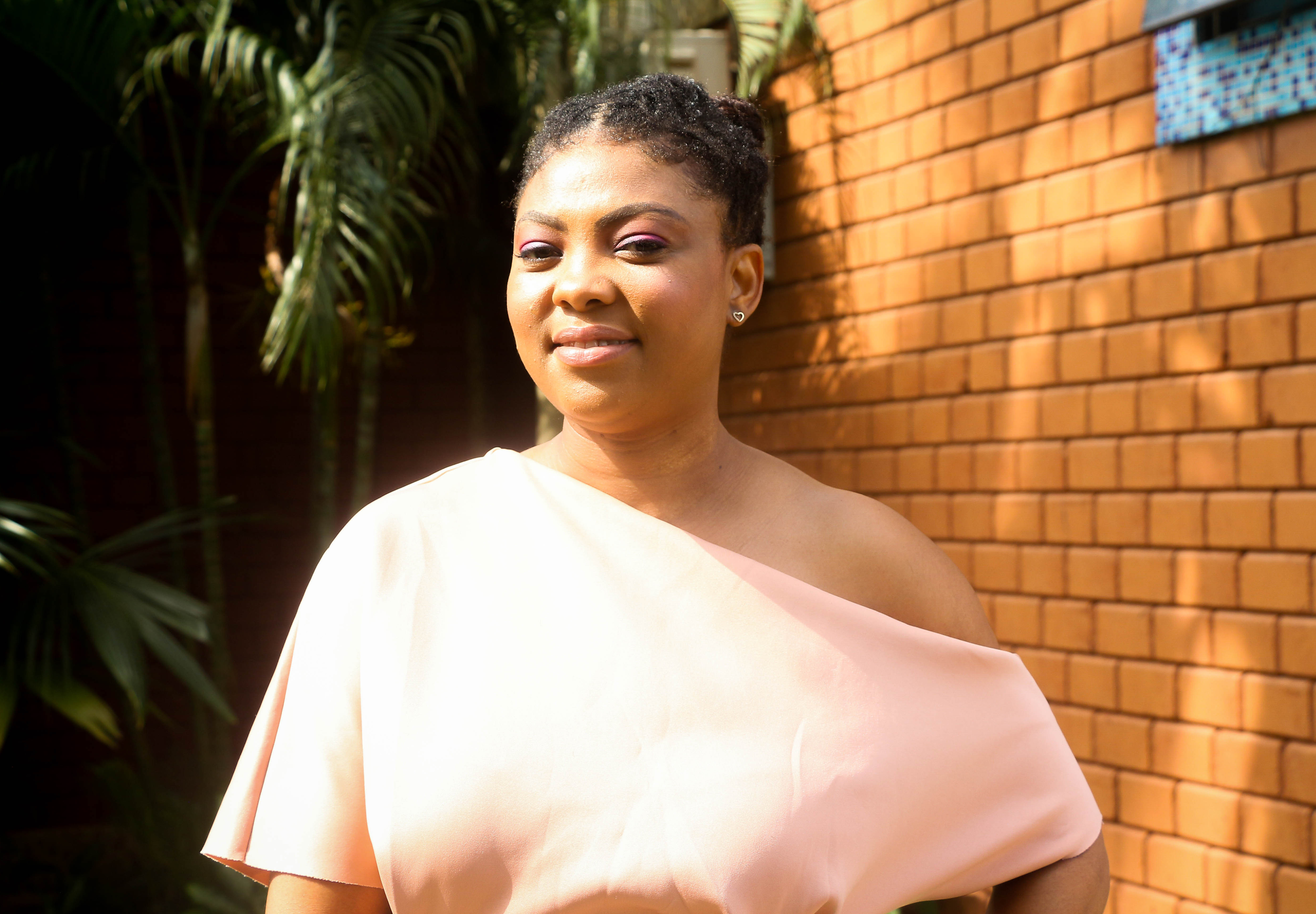
Roslyn Mouldová, bývalá prezidentka HAG, první Afričanka v představenstvu Humanists International, členka představenstva LGBT+ Rights Ghana

- Podporovat etický život založený na rozumu a lidských hodnotách.
- Podporovat lidská práva v přesvědčení, že všichni lidé jsou hodni úcty, pokud nenarušují práva a blaho ostatních.
- Podporovat vědu a kritické myšlení jako hlavní způsoby porozumění světu.
- Překonávat rozdělující loajalitu založenou na rase, náboženství, pohlaví, politice, národnosti, třídě a etnické příslušnosti.
- Podporovat otevřenou, pluralitní a rozmanitou společnost.
- Podporovat náš sekulární stát, který zaručuje svobodu vyznání pro všechny.
- Poskytovat podpůrnou síť těm, kteří nemají náboženské přesvědčení nebo chtějí zpochybnit své vlastní přijaté předpoklady.
- Spolupracovat se všemi jednotlivci a organizacemi, s nimiž máme společné zájmy.
- Podporovat oddělení náboženství od státu[6]

## Aktivismus

### Konference
V listopadu 2012 HAG uspořádala úspěšnou humanistickou konferenci, na které se sešli humanisté z celého světa, aby diskutovali o otázkách důležitých pro rozvoj humanismu v Ghaně. Tuto konferenci sponzorovala International Humanist and Ethical Youth Organisation (IHEYO).
Druhou mezinárodní humanistickou konferenci organizace uspořádala pod vedením Roslyn Mouldové v prosinci 2014 v Aburi s názvem  „Africká mládež pro vědu a rozum“. Na ní se diskutovalo o dalších tématech důležitých pro humanismus, jako je feminismus, obvinění z čarodějnictví v západní Africe a humanistické obřady. Leo Igwe se konference zúčastnil a hluboce na něj zapůsobila. Někteří členové na setkání cestovali stovky kilometrů, jeden ze vzdálenosti více než 600 km.

### Veřejná proklamace ateismu
V prosinci 2017 prezident HAG Michael Assibey v rozhovoru pro rozhlasovou stanici Starr FM se sídlem v Akře otevřeně prohlásil, že „není pravda, že Bůh existuje, ale člověk může věřit, že ano. Pokud Bůh vystrčí hlavu a řekne „ahoj“, uvěřím, že existuje (...) náboženství vás může učinit sobečtějším. Náboženství nás rozděluje. Jen v náboženském prostředí lidé hřeší šest dní a jeden den žádají o odpuštění. Jako národ místo toho, abychom si kladli těžké otázky, příliš spoléháme na syndrom 'Fa ma Nyame' (Nech to na Bohu).“

### Apely na ghanskou vládu
HAG spolu s IHEU humanisté v prohlášení z února 2018, které bylo předneseno v rámci univerzálního periodického hodnocení OSN na 37. zasedání Rady pro lidská práva vyzvali Ghanu, aby chránila lidská práva všech svých obyvatel s tím, „že škodlivé praktiky týkající se žen a dívek, jako je mrzačení pohlavních orgánů, čarodějnictví, nucené sňatky, domácí násilí a znásilnění, jsou velmi rozšířené. Práva žen na dědictví, vlastnictví majetku a aktivní účast na veřejném životě jsou nejistá. Děti trpí chudobou a škodlivými praktikami, jako je dětská práce, sexuální vykořisťování, předčasné a nucené sňatky, násilí a tělesné tresty.“

Agomo Atambire, tehdejší tajemník HAG, prohlásil:
| „                | Jako země, jejímž mottem je „svoboda a spravedlnost“, se můžeme a musíme zlepšit. Pokud můžeme být lepší, musíme být lepší. | “ |
| — Agomo Atambire | |   |

V květnu 2020 HAG poslala otevřený dopis ghanskému parlamentu v němž apeluje na používání skepticismu v jeho rozhodování a poukazuje na chyby v sociálních i ekonomických otázkách.
V reakci na požadavek Mosese Foh-Amoaninga, výkonného ředitele Národní koalice za správná lidská sexuální práva a rodinné hodnoty, z února 2021 na zrušení spolku LGBTQ+Rights Ghana prosazující práva a svobody LGBTQIA Ghaňanů tajemnice Humanistické asociace Ghany Angela Adatsiová prohlásila, že „několik dní poté, co si návrh zákona přečetla, byla v šoku a potřebovala několik dní, aby si sedla a uspořádala myšlenky o celém návrhu zákona, protože je to ostuda (...) tento návrh zákona nejenže kriminalizuje obhajobu nebo všechny členy LGBT (komunity), ale dokonce i heterosexuály. Při sexu nemůžete používat sexuální pomůcky. Dokonce kriminalizuje svobodu projevu.  (...)  Je to vážná ostuda pro naši zemi a také pro naši demokracii.“
Kwabena Antwi Boasiako v červnu 2021 v rozhovoru pro rozhlasovou stanici Starr FM prohlásil, že „nechápe, že předseda parlamentu toto považuje za důstojný přístup k řešení nebo důstojnou věc, kterou je třeba podniknout zejména proti vlastním občanům. Taková míra homofobie je prostě neuvěřitelná od někoho, kdo přísahal, že bude sloužit všem lidem v Ghaně.“

### Podcast
HAG vydávala vlastní podcast Hagtivist Podcast který přinášel rozhovory s humanisty a spojenci v Ghaně.

Od února 2020 je neaktivní.